# Brie (Aisne)
Brie es una comuna francesa, situada en el departamento de Aisne, de la región de Alta Francia.

## Demografía
| 97 | 80 | 73 | 58 | 60 | 69 | 60 | 53 |
| Para los censos de 1962 a 1999 la población legal corresponde a la población sin duplicidades (Fuente: INSEE [Consultar]) |    |    |    |    |    |    |    |